# Libanio
Libanio (in greco antico: Λιβάνιος?, Libánios; in latino Libanius; Antiochia di Siria, 314 – 394) è stato un retore siro, di lingua greca, nato in età romana ed educato secondo la scuola sofistica in un impero che stava diventando sempre più cristiano.

## Biografia
Nacque in Antiochia di Siria nel seno di una famiglia che in altri tempi era stata ricca ed influente, poi decaduta. All'età di 14 anni, Libanio scoprì la retorica e concentrò tutte le proprie energie nello studio, cui consacrerà l'intera sua esistenza. Come molti altri rappresentanti del paganesimo che potevano contare su un alto grado d'istruzione nel IV secolo, Libanio si ritirò dalla vita pubblica e si dedicò agli studi e all'insegnamento.
Si formò, come un tempo avevano fatto molti aristocratici romani, ad Atene; poi iniziò una carriera di precettore a Costantinopoli, ma fu presto esiliato a Nicomedia.
Prima del suo esilio, Libanio frequentò intimamente l'imperatore Giuliano nel periodo della sua permanenza ad Antiochia, città del retore, dall'estate del 362 fino alla spedizione contro i Persiani, nel marzo del 363. Diverse epistole del corpus di Libanio ci testimoniano la sua vicinanza all'imperatore, e il retore fece spesso uso delle sue doti retoriche come difensore nelle cause politiche e private del sovrano.
Libanio si trovava ad Antiochia dal 354, e rimase nella città fino alla sua morte.
Sebbene di fede pagana, tra i suoi studenti si annoverano credenti della religione cristiana, come Giovanni Crisostomo e Teodoro di Mopsuestia, e lo stesso Libanio fu pretore onorario per l'imperatore cristiano Teodosio I. Fra i suoi allievi si annoverano inoltre Basilio di Cesarea e lo storico Ammiano Marcellino. 
Libanio fornì ricche testimonianze sul fanatismo del tardo IV secolo. L'Orazione 1 del corpus di Libanio è in realtà un'estesa e colorita autobiografia, in cui l'autore rivisita tutta la sua esistenza; essa rappresenta la fonte principale per le notizie sull'autore.

## Nella cultura di massa
Nel romanzo storico Giuliano di Gore Vidal, scrittore, saggista e sceneggiatore, incentrato su una biografia-autobiografia dell'Imperatore romano amico del retore, è uno dei personaggi principali.  La cornice narrativa infatti consiste in uno scambio epistolare tra lui e Prisco l'Epirota, un altro retore storicamente esistito amico e confidente sia di Libanio che di Giuliano stessi. I due, nel 380, molto dopo la morte dell'Imperatore, ormai anziani, discutono le loro vite e in particulare gli eventi riguardanti quest'ultimo. Libanio si fa inviare da Prisco una lista di memorie che Giuliano avrebbe scritto di suo pugno così da poterne scrivere una biografia dal proprio punto di vista, e le commenta assieme a Prisco nel corso della loro corrispondenza. Il retore figura così sia come uno dei narratori della storia immersi nell'azione, sia come "personaggio" nelle memorie di Giuliano, sia come personaggio "attivo" che cerca il permesso di far pubblicare tale biografia dall'Imperatore cristiano Teodosio, persecutore dei devoti dell'Ellenismo come Libanio. Il romanzo è dunque intriso di amare considerazioni di Libanio stesso sul mondo classico che ha tanto amato che volge al termine, soffocato e angustiato dalla religione Cristiana su cui rimane profondamente scettico.

## Le opere
Libanio fu autore di:
- 64 orazioni (Foerster 1903a, Foerster 1903b, Foerster 1904, Foerster 1906, Foerster 1908) nei tre campi principali dell'arte oratoria: giudiziale, deliberativa, ed epideutica, e furono sia di carattere pubblico che privato. I due volumi nella Biblioteca Classica Loeb sono dedicati uno alle orazioni per l'imperatore Giuliano e l'altro a quelle per l'imperatore Teodosio; la più famosa delle sue "Lamentazioni" è quella sulla dissacrazione dei templi (peri ton leron);
- 51 declamationes (Foerster 1909, Foerster 1921, Foerster 1913), un genere di orazione pubblica in cui i concetti chiave vengono rapportati ad argomenti storici e mitici;
- 57 ipotesi o introduzioni alle orazioni di Demostene (scritte intorno al 352; Foerster 1915), in cui esse vengono inquadrate storicamente, senza spunti polemici, per il lettore meno avvertito;
- diverse decine di esemplari di esercizi di scrittura, Progymnasmata (Foerster 1915), usati nei suoi corsi di formazione e divenuti modelli di bella scrittura universalmente apprezzati;
- 1544 lettere (Foerster 1921, Foerster 1922), più di quante se ne conoscano di Cicerone. Nel Medioevo vennero accreditate altre 400 lettere in latino, poi dimostrate per attenta analisi testuale erroneamente attribuite, o in qualche caso falsi operati nel XIV secolo dell'umanista italiano Francesco Zambeccari.

### Edizioni
L'unica edizione critica completa delle opere di Libanio è quella curata da Richard Foerster per la Bibliotheca Teubneriana, che vi lavorò incessantemente per tutta la vita e fu completata (con i voll. 9, introduzione alle epistole, e 12, di indici) dal suo allievo Eberhard Richtsteig.

#### Orazioni
- Libanii opera, recensuit Richardus Foerster, vol. I, fasc. 1: Orationes I-V, Lipsiae, in aedibus B. G. Teubneri, 1903.
- Libanii opera, recensuit Richardus Foerster, vol. I, fasc. 2: Orationes VI-XI, Lipsiae, in aedibus B. G. Teubneri, 1903.
- Libanii opera, recensuit Richardus Foerster, vol. II: Orationes XII-XXV, Lipsiae, in aedibus B. G. Teubneri, 1904.
- Libanii opera, recensuit Richardus Foerster, vol. III: Orationes XXVI-L, Lipsiae, in aedibus B. G. Teubneri, 1906.
- Libanii opera, recensuit Richardus Foerster, vol. IV: Orationes LI-LXIV, Lipsiae, in aedibus B. G. Teubneri, 1908.

#### Declamazioni
- Libanii opera, recensuit Richardus Foerster, vol. V: Declamationes I-XII, Lipsiae, in aedibus B. G. Teubneri, 1909.
- Libanii opera, recensuit Richardus Foerster, vol. VI: Declamationes XIII-XXX; accedit Gregorii Cyprii Adversus Corinthiorum declamationem Libanianam antilogi[a], Lipsiae, in aedibus B. G. Teubneri, 1921.
- Libanii opera, recensuit Richardus Foerster, vol. VII: Declamationes XXXI-LI; accedit Gregorii Cyprii Adversus avari declamationem Libanianam antilogia, Lipsiae, in aedibus B. G. Teubneri, 1913.

#### Progymnasmata
- Libanii opera, recensuit Richardus Foerster, vol. VIII: Progymnasmata. Accedunt argumenta orationum Demosthenicarum, Lipsiae, in aedibus B. G. Teubneri, 1915.

#### Epistole e indici
- Libanii opera, recensuit Richardus Foerster†, imprimendum curavit Eberhardus Richtsteig, vol. IX: Libanii qui feruntur characteres epistolici. Prolegomena ad epistulas, Lipsiae, in aedibus B. G. Teubneri, 1927.
- Libanii opera, recensuit Richardus Foerster, vol. X: Epistulae 1-839, Lipsiae, in aedibus B. G. Teubneri, 1921.
- Libanii opera, recensuit Richardus Foerster, vol. XI: Epistulae 840-1544 una cum Pseudepigraphis et Basilii cum Libanio commercio epistolico. Fragmenta, Lipsiae, in aedibus B. G. Teubneri, 1922.
- Libanii opera, recensuit Richardus Foerster†, vol. XII: Index nominum propriorum, congessit Eberhardus Richtsteig, Lipsiae, in aedibus B. G. Teubneri, 1923.

## Edizioni italiane
- In difesa dei templi, a cura di Roberto Romano, Collana Quaderni di Koinonia n.7, Napoli, D'Auria, 1982-2009, ISBN 978-88-709-2016-1.
- Sulla vendetta di Giuliano, a cura di Ugo Criscuolo, Collana Studi e testi di Koinonia n.15, Napoli, D'Auria, 1995, ISBN 978-88-709-2104-5.
- Allocuzione a Giuliano per l'arrivo in Antiochia, trad. di U. Criscuolo, Collana Studi e testi di Koinonia n.16, Napoli, D'Auria, 1996, ISBN 88-7092-120-4.
- Epitafio per Giuliano (Orazione XVIII), a cura di S. Angiolani, Università degli studi di Perugia, Napoli, Edizioni Scientifiche Italiane, 2000, ISBN 978-88-495-0135-3.
- L'epitaffio per Giuliano. Una stele di gloria per un eroe, traduzione di M. Certo, Trento, UNI Service, 2009, ISBN 978-88-617-8366-9.
- Hypotheseis dei discorsi di Demostene, a cura di Lorenzo Sardone, Nota di Luciano Canfora, Collana La città antica n.36, Palermo, Sellerio, 2023.